# 光復路 (新竹市)
光復路為臺灣新竹市西北─東南向的交通要道之一，現屬於縣道122號和縣道117號的一部份。長約5.8公里，共有兩段。全線位於東區內，東接新竹縣竹東鎮中興路四段；西至南大路、花園街交界處，或以東大高架道接東大路一段。為新竹市區連絡東區、科學園區、中山高速公路以及通往新竹縣竹東鎮、橫山鄉、北埔鄉、峨眉鄉地區的重要道路。

## 沿經行政區域
- 東區

## 歷史

### 日治時期
這條道路原是日治時期，明治四十一年（1908年）興建的新竹通往竹東的輕便軌道，昭和五年（1930年）改為軌道與汽車兩用道路。

### 戰後
二戰後，新竹市境內路段改名為光復路，拆除軌道加鋪柏油

### 現代
1978年中山高速公路通車，新竹交流道設於光復路，為新竹市唯一的交流道。1980年起新竹科學工業園區啟用，園區尖峰交通量極大，且沿線社區改建，人口增加，光復路被認為是新竹最壅塞的道路。自1990年代起，平行的公道五路與台68線（東西向快速公路－南寮竹東線）陸續通車，光復路的交通壅塞問題已有改善。

## 分段
光復路共分為兩段：
- 一段：東於關東橋與新竹縣竹東鎮中興路四段相接，西於中山高速公路新竹交流道與光復路二段相接。
- 二段：東於中山高新竹交流道與光復路一段相接，西止於花園街和南大路交界處，並有東大高架道穿越台鐵縱貫線與東大路一段相接。

## 車道配置
（由東南至西北）
- 新竹縣市界－科學園路：雙向各二車道
- 科學園路－東園街／食品路25巷：雙向各三車道（內一線禁行機慢車）及中央綠化安全島
- 東園街／食品路25巷－公園路：
  - 高架橋路段（跨越公園路）：雙向各一車道（僅限大小客車(大貨車除外)及250cc以上之重型機車通行）
  - 平面路段：雙向各二車道
- 公園路－南大路：
  - 高架橋路段（跨越公園路）：雙向各二車道（僅限大小客車(大貨車除外)及250cc以上之重型機車通行）
  - 平面路段：雙向各二車道
- 南大路－臺鐵西部幹線東側：
  - 地下道路段（往中華路二段）：西北向二車道（僅限車高2.5公尺以下車輛通行）
  - 平面路段：雙向各一車道

## 沿線設施
（由東南至西北）

| - 新竹科學園區(介壽路出入口） - 渣打銀行光復分行（270號） - 元大商業銀行竹科分行（267號） - 中華郵政新竹關東橋郵局（页面存档备份，存于）（313號） - 臺灣新光商業銀行竹科分行（333號） - 國泰世華商業銀行竹科分行（369號） - 新竹市第三信用合作社（页面存档备份，存于）東光分社（455號） - 永豐商業銀行竹科分行（472號） - 新竹市立光武國民中學（页面存档备份，存于）（512號） - 新竹市科學城社區大學（页面存档备份，存于）（512號） - 新竹科學園區(正門） - 玉山銀行竹科分行 - 新竹市政府消防局第二大隊埔頂分隊（568號） - 新竹市東區龍山國民小學（页面存档备份，存于）（574號） | - 經濟部專業人員研究中心（页面存档备份，存于）（3號） - 中華郵政清華大學郵局（页面存档备份，存于）（99號） - 清大夜市 - 國立清華大學（101號） - 新竹市私立光復高級中學（153號） - 赤土崎公園 - 馬偕紀念醫院新竹院區（690號） - 台新國際商業銀行竹科分行（289號） - 永豐商業銀行新竹分行（293、295號） - 工業技術研究院光復院區（321號） - 新竹市警察局第二分局東勢派出所（798號） - 國防部後備指揮部新竹後備指揮部（800號） |